# ليزلي لي (كاتب)
ليزلي لي (بالإنجليزية: Leslie Lee) هو كاتب مسرحي وكاتب أمريكي، ولد في 1930، وتوفي في 20 يناير 2014.

## وصلات خارجية
- ليزلي لي على موقع قاعدة بيانات برودواي على الإنترنت (الإنجليزية)